# Riedel
Riedel es un fabricante de cristal de alta calidad, más conocido en los últimos años por sus finas copas especiales para el consumo de vino y otros licores. Tiene su sede en Kufstein, Austria.

## Características
Riedel originó el concepto de que la copa que se usa para consumir un vino o licor influye en el disfrute de la bebida. Para ello ha creado vasos de diferentes formas y estilo cada uno con las características más adecuadas para resaltar las características de las bebidas alcohólicas. 
Su tope de gama es la colección Riedel Sommelier, considerada la mejor del mundo por la mayoría de los expertos en vino. El crítico Robert M. Parker dice: "Las mejores copas tanto para el uso técnico como para el disfrute son las fabricadas por Riedel. El efecto de las copas sobre el vino de calidad es profundo. No puedo exagerar la diferencia que hacen". Una de las últimas novedades de Riedel es la copa para el pisco peruano presentada en julio del 2006.